# El delito de Giovanni Episcopo
El delito de Giovanni Episcopo (en italiano: Il delitto di Giovanni Episcopo) es una película dramática italiana de 1947 dirigida por Alberto Lattuada. Está basada en la novela Giovanni Episcopo de Gabriele D'Annunzio. Fue exhibida en la sección oficial del Festival Internacional de Cine de Cannes de 1947.

## Argumento
Giovanni Episcopo es un empleado modesto, tímido y torpe. El hombre no sabe que el destino lo castigará para siempre. De hecho, Giovanni se enamora de Ginevra. Los dos se casan, tienen un hijo y se van a vivir a una casa que Giovanni compra con sus ahorros. Un amigo de Giovanni, Giulio Wanzer, que tuvo una historia de amor con Ginevra, está decidido a arruinar su vida. El personaje de Ginevra cambia y se vuelve más cruel y agresivo, y cuando Giulio, en el apogeo de la presunción, se instala en la casa de Giovanni y es agresivo con Ginevra y su hijo, Giovanni se vuelve loco de ira y mata a Giulio.

## Reparto
- Aldo Fabrizi como Giovanni Episcopo
- Roldano Lupi como Giulio Wanzer
- Yvonne Sanson como Ginevra Canale
- Ave Ninchi como Emilia Canale
- Amedeo Fabrizi como Ciro Episcopo
- Nando Bruno como Antonio
- Alberto Sordi como Doberti
- Francesco De Marco como Canale
- Lia Grani como Señora Adele
- Maria Gonnelli como Santina
- Gino Cavalieri como Director del archivo
- Gian Luca Cortese como el Marqués Arguti (como Luca Cortese)
- Folco Lulli como Carlini
- Galeazzo Benti como oficial de caballería
- Silvana Mangano como bailarina
- Gina Lollobrigida como bailarina